# 馬克西米夫卡 (扎波羅熱州)
48°2′45″N 35°39′53″E / 48.04583°N 35.66472°E
馬克西米夫卡（烏克蘭語：Максимівка）是位於烏克蘭東南部的村莊，由扎波羅熱州扎波羅熱区的米哈伊洛-盧卡舍韋市鎮負責管轄。該村始建於1854年，面積1.8平方公里，海拔高度148米，2001年人口567，人口密度每平方公里315.9人。